# Sleepover (film)
Sleepover este un film american de comedie din 2004, în regia lui Joe Nussbaum. Rolurile principale au fost interpretate de actrițele Alexa Vega și Mika Boorem. A fost lansat în cinematografe în Statele Unite ale Americii pe 9 iulie 2004.